# Soulages (Cantal)
Pour les articles homonymes, voir Soulages.
Soulages est une commune française située dans le département du Cantal, en région Auvergne-Rhône-Alpes.

## Géographie
Elle est située dans le nord-est de la Margeride.

### Climat
Pour des articles plus généraux, voir Climat d'Auvergne-Rhône-Alpes et Climat du Cantal.
En 2010, le climat de la commune est de type climat des marges montargnardes, selon une étude du CNRS s'appuyant sur une série de données couvrant la période 1971-2000. En 2020, Météo-France publie une typologie des climats de la France métropolitaine dans laquelle la commune est exposée à un climat de montagne ou de marges de montagne et est dans la région climatique  Nord-est du Massif Central, caractérisée par une pluviométrie annuelle de 800 à 1 200 mm, bien répartie dans l’année.
Pour la période 1971-2000, la température annuelle moyenne est de 8 °C, avec une amplitude thermique annuelle de 15,1 °C. Le cumul annuel moyen de précipitations est de 810 mm, avec 10 jours de précipitations en janvier et 6,5 jours en juillet. Pour la période 1991-2020, la température moyenne annuelle observée sur la station météorologique de Météo-France la plus proche, « St- Poncy_sapc »sur la commune de Saint-Poncy à 11 km à vol d'oiseau, est de 9,4 °C et le cumul annuel moyen de précipitations est de 741,8 mm,. Pour l'avenir, les paramètres climatiques de la commune estimés pour 2050 selon différents scénarios d'émission de gaz à effet de serre sont consultables sur un site dédié publié par Météo-France en novembre 2022.

## Urbanisme

### Typologie
Au 1er janvier 2024, Soulages est catégorisée commune rurale à habitat très dispersé, selon la nouvelle grille communale de densité à 7 niveaux définie par l'Insee en 2022.
Elle est située hors unité urbaine et hors attraction des villes,.

### Occupation des sols
L'occupation des sols de la commune, telle qu'elle ressort de la base de données européenne d’occupation biophysique des sols Corine Land Cover (CLC), est marquée par l'importance des territoires agricoles (59,7 % en 2018), une proportion identique à celle de 1990 (59,7 %). La répartition détaillée en 2018 est la suivante : 
prairies (48,6 %), forêts (40,3 %), zones agricoles hétérogènes (11,1 %). L'évolution de l’occupation des sols de la commune et de ses infrastructures peut être observée sur les différentes représentations cartographiques du territoire : la carte de Cassini (XVIIIe siècle), la carte d'état-major (1820-1866) et les cartes ou photos aériennes de l'IGN pour la période actuelle (1950 à aujourd'hui).

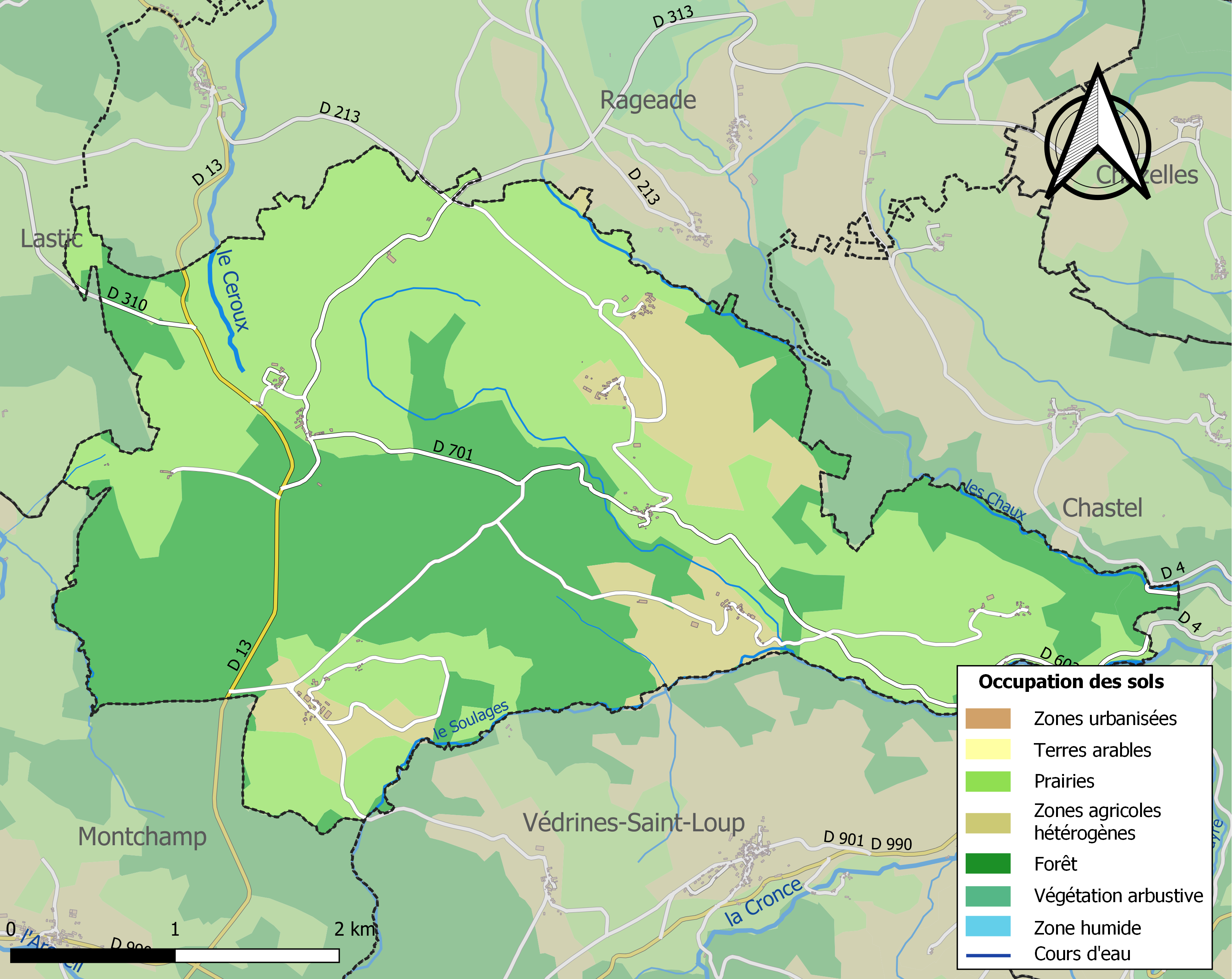
Carte des infrastructures et de l'occupation des sols de la commune en 2018 (CLC).

### Habitat et logement
En 2018, le nombre total de logements dans la commune était de 65, alors qu'il était de 66 en 2013 et de 65 en 2008.
Parmi ces logements, 53,5 % étaient des résidences principales, 36,6 % des résidences secondaires et 9,9 % des logements vacants. Ces logements étaient pour 95,8 % d'entre eux des maisons individuelles et pour 2,8 % des appartements.
Le tableau ci-dessous présente la typologie des logements à Soulages en 2018 en comparaison avec celle du Cantal et de la France entière. Une caractéristique marquante du parc de logements est ainsi une proportion de résidences secondaires et logements occasionnels (36,6 %) supérieure à celle du département (20,4 %) et à celle de la France entière (9,7 %). Concernant le statut d'occupation de ces logements, 88,6 % des habitants de la commune sont propriétaires de leur logement (97,2 % en 2013), contre 70,4 % pour le Cantal et 57,5 pour la France entière.
| Typologie                                               | Soulages | Cantal | France entière |
| ------------------------------------------------------- | -------- | ------ | -------------- |
| Résidences principales (en %)                           | 53,5     | 67,7   | 82,1           |
| Résidences secondaires et logements occasionnels (en %) | 36,6     | 20,4   | 9,7            |
| Logements vacants (en %)                                | 9,9      | 11,9   | 8,2            |

## Toponymie
Le Trésor du Félibrige définit soulage, soulatge par « résidu, sédiment d'un liquide, vase d'une eau bourbeuse ». Le Dicodòc définit solatge par « dépôt, sédiment, vase ». Le dictionnaire catalan-français dictionnari.cat  définit le même solatge par « dépôt ».
Nous disposons des formes anciennes suivantes du nom de Soulages : Solatges au XIVè siècle, Sollatges en 1401, Soulatges en 1610, Soulaiges en 1625, Soulaige en 1671, Sollages en 1730, Solages en 1784 et enfin Soulages sur la carte de Cassini en 1779. Ce nom provient du pluriel de l'occitan solatge, « dépôt, sédiment, vase » pour désigner des champs en plaine alluviale. L'occitan utilise le terme solatge pour désigner des sédiments plus ou moins tourbeux ; en Gévaudan le terme désigne des « tourbières ». Le sens général est celui de « couverture du sol par une terre sédimentaire », c'est-à-dire « terre limoneuse déposée au cours des crues de rivières », d'où le sens plus général de pré ou champ fertile au sol léger et facile à travailler,.
Selon d'autres, Solatge signifierait (occitan et catalan) « lieu exposé au soleil ».

## Politique et administration
| Période                                  | Période                  | Identité              | Étiquette | Qualité     |
| ---------------------------------------- | ------------------------ | --------------------- | --------- | ----------- |
| Les données manquantes sont à compléter. |                          |                       |           |             |
| mars 2001                                | mars 2008                | Mme Christiane Pradal |           |             |
| mars 2008                                | avril 2014               | Jean-Claude Martin    |           |             |
| avril 2014                               | En cours (au 2 mai 2019) | Olivier Reversat      | DVD       | Agriculteur |

## Démographie
L'évolution du nombre d'habitants est connue à travers les recensements de la population effectués dans la commune depuis 1793. Pour les communes de moins de 10 000 habitants, une enquête de recensement portant sur toute la population est réalisée tous les cinq ans, les populations de référence des années intermédiaires étant quant à elles estimées par interpolation ou extrapolation. Pour la commune, le premier recensement exhaustif entrant dans le cadre du nouveau dispositif a été réalisé en 2005.

En 2022, la commune comptait 83 habitants, en évolution de +3,75 % par rapport à 2016 (Cantal : −1,08 %, France hors Mayotte : +2,11 %).
| 1793 | 1800 | 1806 | 1821 | 1831 | 1836 | 1841 | 1846 | 1851 |
| ---- | ---- | ---- | ---- | ---- | ---- | ---- | ---- | ---- |
| 293  | 274  | 296  | 340  | 282  | 374  | 354  | 341  | 331  |

| 1856 | 1861 | 1866 | 1872 | 1876 | 1881 | 1886 | 1891 | 1896 |
| ---- | ---- | ---- | ---- | ---- | ---- | ---- | ---- | ---- |
| 332  | 342  | 345  | 335  | 349  | 327  | 324  | 302  | 300  |

| 1901 | 1906 | 1911 | 1921 | 1926 | 1931 | 1936 | 1946 | 1954 |
| ---- | ---- | ---- | ---- | ---- | ---- | ---- | ---- | ---- |
| 325  | 306  | 303  | 297  | 290  | 257  | 267  | 237  | 221  |

| 1962 | 1968 | 1975 | 1982 | 1990 | 1999 | 2005 | 2006 | 2010 |
| ---- | ---- | ---- | ---- | ---- | ---- | ---- | ---- | ---- |
| 192  | 182  | 151  | 129  | 107  | 101  | 87   | 83   | 89   |

| 2015 | 2020 | 2022 | - | - | - | - | - | - |
| ---- | ---- | ---- | - | - | - | - | - | - |
| 81   | 81   | 83   | - | - | - | - | - | - |

## Culture locale et patrimoine

### Lieux et monuments
- Église Saint-Michel.

### Héraldique
| Blason de Soulages | Blason  | Tiercé en pairle renversé : au 1) de gueules à la fasce d'argent; au 2) d'or à un sapin coupé de sinople fûté de tenné, au 3) d'azur à un archange saint Michel d'or. |
| Blason de Soulages | Détails | Création J-F Binon Apparait sur PanneauPocoket en 2024. |